# (34852) 2001 TS12
2001 TS12 (asteroide 34852) é um asteroide da cintura principal. Possui uma excentricidade de 0.14570850 e uma inclinação de 3.41184º.
Este asteroide foi descoberto no dia 13 de outubro de 2001 por LINEAR em Socorro.